# Afshariderna
Afshariderna var en dynasti som härskade från 1731 till 1802 i Persiska riket och erövrade stora delar av mellanöstern, centralasien och Indien. Dynastin spred persisk-shiitisk inflytande och persifierade många etniska folkgrupper.
Under Naders styre nådde Persien sin största utsträckning sedan det sasaniska riket. På sin höjd kontrollerade det dagens Iran, Armenien, Georgien, Republiken Azerbajdzjan, delar av norra Kaukasus (Dagestan), Afghanistan, Bahrain, Turkmenistan, Uzbekistan, Pakistan, Förenade Arabemiraten, Qatar, Kuwait Oman samt delar av Irak, Turkiet, Saudiarabien och Indien.